# Oreste Rossi
Oreste Rossi, detto anche Tino (Alessandria, 24 marzo 1964), è un politico italiano.

## Biografia
Nato ad Alessandria, si è diplomato all'istituto tecnico industriale "Alessandro Volta" come perito chimico. Dopo aver terminato gli studi ha lavorato come imprenditore agricolo e dal 1987 al 1990 lavora come perito chimico in un'azienda alessandrina.

## Carriera politica

### Attività nella Lega Nord
Tra i primi aderenti alle "leghe", dal 1984 al 1990 è segretario provinciale di Alessandria prima di Moviment Autonomista Piemontèis e dopo di Piemont Autonomista che si trasformerà nel 1989 in Lega Nord Piemont, sezione della Lega Nord. Dal 1989 al 1994 è segretario provinciale di Alessandria sempre per la Lega. Dal 1997 al 2000 è stato consigliere federale della Lega Nord e per un lungo periodo, dal 1993 al 2000, è stato responsabile della Lega Italia Federale con il compito di espandere la Lega nel meridione.
Nel 2002 viene candidato a sindaco di Alessandria, sostenuto dalla Casa delle Libertà, perdendo, al ballottaggio, contro Mara Scagni.

### Incarichi istituzionali e di partito
La sua prima carica è stata consigliere comunale ad Alessandria dal 1990 al 1994, e dal 1992 al 2000 è stato deputato al parlamento per tre legislature. Dal 2000 al 2009 è stato consigliere regionale del Piemonte e a partire dal 2005 capogruppo della Lega al consiglio regionale.
Dal 2001 al 2004 è presidente della Lega Nord Piemont. Gli succede l'eurodeputato Mario Borghezio.
Nel 2005 è stato per breve tempo presidente del Consiglio regionale del Piemonte. Gli succede Roberto Cota.

### Europarlamentare
Alle elezioni europee del 2009 è stato eletto europarlamentare della Lega Nord con 14.390 preferenze ed è diventato il primo alessandrino ad essere eletto europarlamentare. Alla fine del 2012, dopo una rottura con il nuovo leader Roberto Maroni, lascia la Lega Nord pur rimanendo nel gruppo ELD del Parlamento europeo, che abbandonerà l'anno seguente l'11 giugno 2013.
Il 3 luglio 2013 si è iscritto al gruppo del Partito popolare europeo, dichiarando di non essere euroscettico, ma "eurocritico" e favorevole agli Stati Uniti d'Europa.
Il 5 febbraio 2014 aderisce alla delegazione di Forza Italia.
Nel 2017 è tra i fondatori del movimento politico Grande Nord, sorto in risposta alla trasformazione della Lega di Salvini, che rinuncia al suo spirito tradizionale e toglie anche il "Nord" dal simbolo.

## Procedimenti giudiziari
Il 13 febbraio 2019 la Procura della Repubblica di Torino ha notificato a 31 consiglieri ed ex consiglieri regionali, tra cui Oreste Rossi, l'avviso di conclusione delle indagini per peculato, con l'accusa di aver utilizzato impropriamente i fondi per i rimborsi del Consiglio Regionale. Il 24 febbraio 2022 è stato condannato a 2 anni e 1 mese di reclusione, secondo l’accusa gli imputati nel processo avevano chiesto il rimborso di spese già coperte da una indennità forfettaria prevista da una legge regionale.